# میدان استقلال کی‌یف

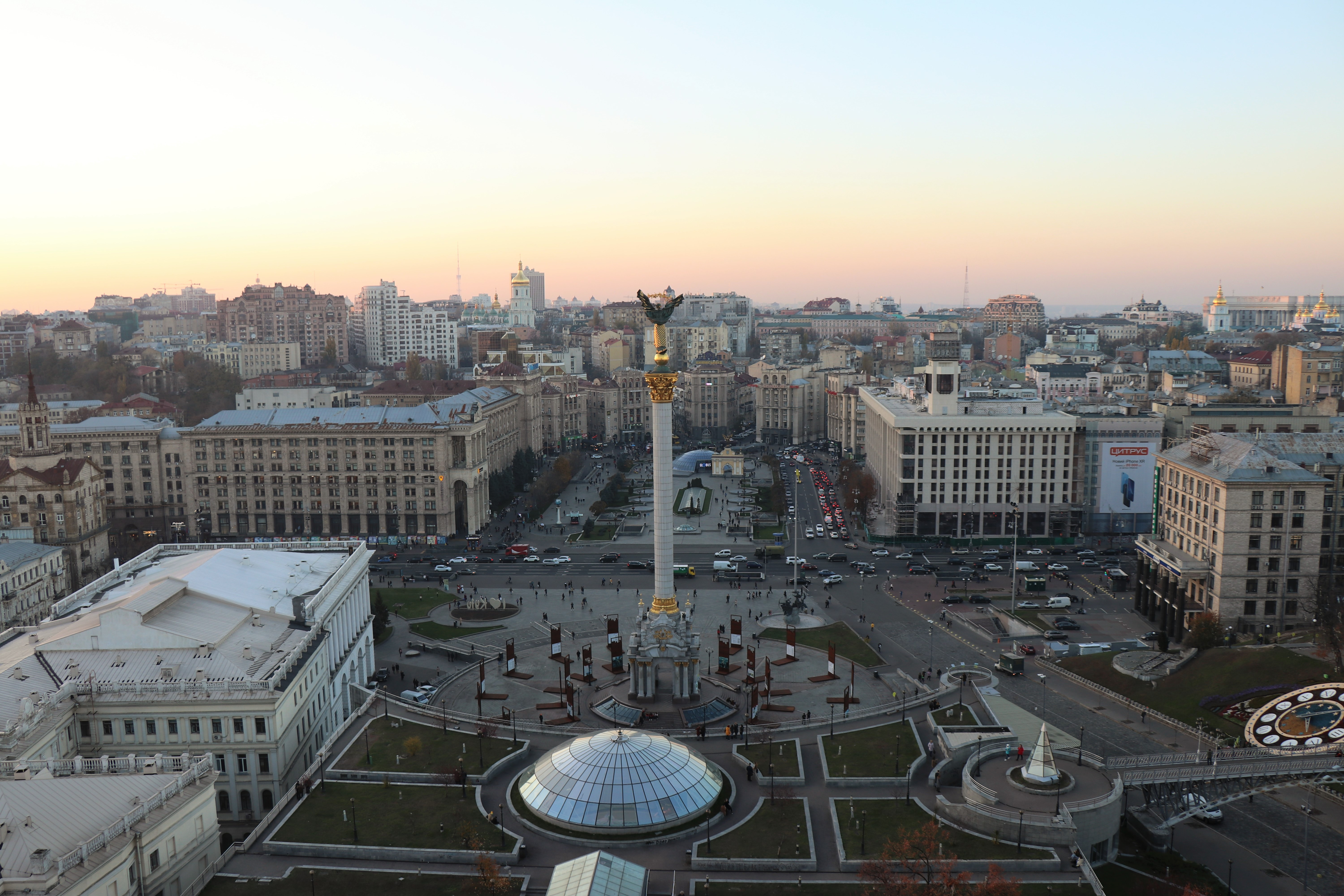
میدان استقلال
(به اوکراینی: Maidan Nezalezhnosti) اصلی‌ترین میدان شهر کی‌یف، پایتخت اوکراین است. میدان استقلال در مرکز شهر و در منطقه پیچورسکی شهر کی‌یف واقع شده است.
خیابان خرشاتیک از وسط میدان استقلال می‌گذرد و در دو سوی میدان، خیابان‌های اینستیتوتسکا و خیابان آرشیتکت هورودتسکی را قطع می‌کند.
هم‌چنین خیابان گروشوسکی در کنار میدان استقلال واقع شده است.

## نام‌گذاری
«میدان» واژه‌ای پارسی است. هرچند در اوکراین، آن را اوکراینی ناب می‌پندارند. این واژهٔ پارسی، رهاورد لشکرکشان تاتار سده‌های پیش است.